# Stalingrad (phim 2013)
Stalingrad (tựa tiếng Nga: Сталинград) là một bộ phim hành động - chiến tranh Nga ra mắt năm 2013 của đạo diễn Fedor Sergeyevich Bondarchuk. Đây là bộ phim đầu tiên của Nga hoàn toàn được sản xuất với công nghệ 3D. Cốt truyện dựa trên một câu chuyện tình đầy kịch tính trong bối cảnh của một trận chiến lịch sử, những câu chuyện huyền thoại về trận đại chiến Stalingrad. Phim phát hành bằng hai ngôn ngữ Nga - Đức, ngân sách 30 triệu USD. Phim đánh dấu kỷ niệm 70 năm chiến thắng Stalingrad.

## Nội dung
Phim mở đầu với cảnh đất nước Nhật Bản bị tàn phá bởi động đất và sóng thần vào năm 2011. Lúc đó có những đứa trẻ người Đức bị mắc kẹt bên dưới một tòa nhà sụp đổ. Để giúp bọn trẻ giữ bình tĩnh, một nhân viên cấp cứu người Nga đã kể cho chúng nghe một câu chuyện lịch sử, nơi mà mẹ anh đã gặp "6 người bố" và trận chiến ác liệt bậc nhất trong lịch sử Thế chiến thứ hai và lịch sử nhân loại: trận chiến định mệnh Stalingrad.
Tháng 11 năm 1942, Hồng quân Liên Xô chèo thuyền vượt sông Volga để tăng viện cho các đơn vị đang cố thủ ở bên kia thành phố Stalingrad. Gã Đại úy Đức Peter Kahn thuộc Wehrmacht đã cho nổ lượng lớn thuốc nổ, phá hủy những kho xăng dầu lớn ngay tại bờ sông khiến các binh sĩ Liên Xô thương vong nặng nề. Chỉ có nhóm của Đại úy Gromov may mắn vào đến thành phố và ẩn náu bên trong một tòa nhà. Họ trở thành chướng ngại vật của quân Đức.
Kahn thề với lão Đại tá Henze rằng gã sẽ chiếm được tòa nhà của Hồng quân. Tuy nhiên các đội lính Đức xông vào tòa nhà đều bị nhóm của Gromov tiêu diệt. Các binh sĩ Liên Xô càng phẫn nộ hơn khi thấy quân Đức thiêu sống hai mẹ con mà chúng nghi ngờ là người Do Thái, Gromov dùng khẩu súng bắn tỉa mượn của Trung sĩ Chvanov bắn nổ bình xăng trên lưng tên lính phun lửa Đức và hắn bị thiêu sống. Vì lòng căm thù trước tội ác tày trời của quân Đức, họ đã xông ra ngoài chiến đấu với chúng. Một trận giáp lá cà quyết liệt đã diễn ra ngay giữa khu quảng trường, binh lính 2 phe đánh nhau rất dữ dội và không khoan nhượng. Khi quân Đức dần thất thế, chúng liền rút lui và cho súng cối bắn về phía Hồng quân, và họ rút trở lại tòa nhà mà họ đang kiểm soát từ trước đó để bảo toàn lực lượng sau trận cận chiến với quân Đức.
Nikiforov bước ra ngoài để lấy ít nhu yếu phẩm, nhưng anh không may bị Kahn bắt được và giải về căn cứ. Nikiforov liều lĩnh rút dao đâm chết lão Đại tá Henze để rồi bị bắn chết. Gromov biết được quân Đức sắp tấn công lần nữa nên anh ra lệnh cho Katya rời khỏi tòa nhà. Cuối cùng viện binh của quân Đức cũng đến, có cả những chiếc xe tăng hạng trung Panzer IV. Các xe tăng Đức liên tục nã pháo vào tòa nhà, sau đó binh lính Đức tiến vào và giết gần hết các chiến sĩ Hồng quân. Khi thấy Kahn dẫn theo rất nhiều lính Đức vào trong, Gromov liền gọi điện yêu cầu đơn vị pháo binh Liên Xô nã pháo. Ngay lập tức một loạt pháo được bắn thẳng vào tòa nhà và các khu vực xung quanh, cả tòa nhà sụp đổ, giết chết Gromov và những người đồng đội của anh cũng như quân phát xít. Katya là người duy nhất sống sót sau cuộc pháo kích này.
Câu chuyện kết thúc tại đó. Trở lại với hiện tại, những đứa trẻ người Đức được cứu khỏi đống đổ nát và được đưa đến bệnh viện, còn nhân viên cấp cứu người Nga thì lên xe bỏ đi.

## Diễn viên
- Pyotr Fyodorov vai Đại úy Gromov.
- Dmitriy Lysenkov vai Trung sĩ Chvanov.
- Alexey Barabash vai Nikiforov.
- Andrey Smolyakov vai Polyakov.
- Sergey Bondarchuk Jr. vai Trung úy Sergey Astakhov.
- Oleg Volku vai Krasnov.
- Maria Smolnikova vai Katya.
- Yanina Studilina vai Masha.
- Thomas Kretschmann vai Đại úy Đức Peter Kahn.
- Heiner Lauterbach vai Đại tá Đức Henze.
- Philippe Reinhardt vai Gottfried.
- Georges Devdariani vai Klose.
- Polina Raykina vai Natashka.
- Yuri Nazarov vai Navodchika.